# Histoire du Caire

## Le site
La région autour de la ville du Caire, particulièrement Memphis a longtemps été un centre majeur de l'Égypte antique grâce à sa situation stratégique en amont du delta du Nil. Cependant, les origines de la ville moderne sont généralement reliées à une série de peuplements pendant le Ier millénaire apr. J.-C. À l'aube du IVe siècle, alors que Memphis perdait continuellement de son importance, les Romains établirent une cité-forteresse le long de la rive Est du Nil. Cette forteresse, connue sous le nom de Babylone, reste le plus vieil édifice de la ville. Elle est également située au cœur de la communauté copte orthodoxe d'Égypte, qui se sépara des Églises Romaine et Byzantine à la fin du IVe siècle.

## Les fondations (642-1250)

### Fustât, Al-'Askar et Al-Qatâ'i' (640-969)

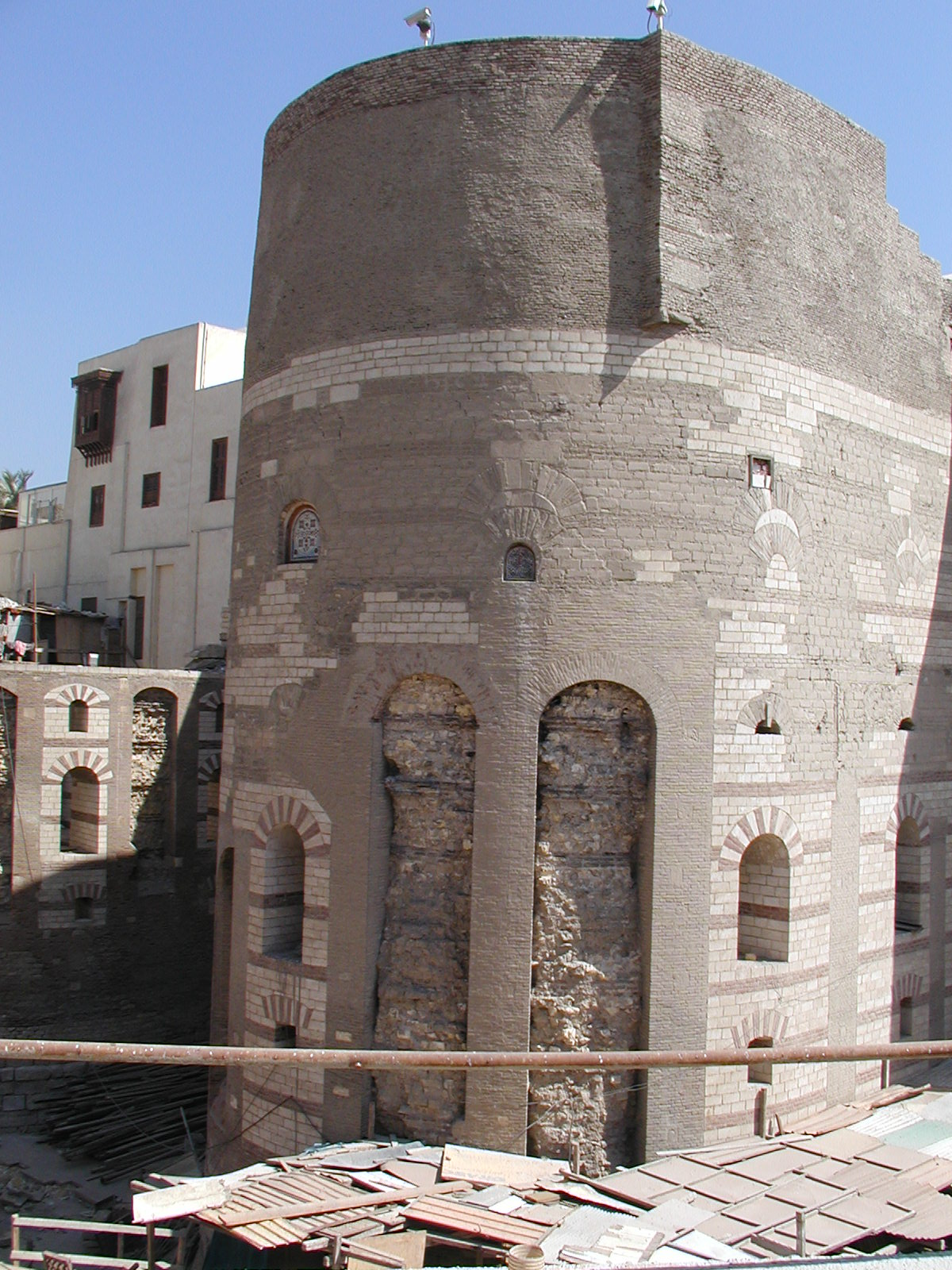
Tour de l'ancienne forteresse de Babylone

L'histoire du Caire commence dès la conquête de l'Égypte par 'Amr ibn al-'As en 640. 
Pendant le siège de la forteresse de Babylone, 'Amr établit les tribus, qui constituent les troupes de la conquête arabe, dans un camp quasi permanent au nord de celle-ci après avoir fait le siège d'Alexandrie en 642 et obtenu la reddition de cette grande ville byzantine.
Le calife 'Umar b. al-Khattâb décida que  la capitale de la province d'Égypte serait sur ce site et appelée Fustât. Le nom aurait pour origine un mot arabe signifiant "tente" ou le mot grec fossaton (fossé). À proximité de l'ancienne la forteresse de Babylone, sur la rive orientale du Nil, le site de Fustât permet de contrôler le Delta tout en étant situé au point de passage le plus commode pour traverser le fleuve, à la jonction entre la Haute et Basse-Égypte.
La ville de Fustât est organisée selon un double urbanisme concessionnaire: des concessions collectives pour les tribus (khitta) et des lots individuels ("dâr", pluriel "âdûr") pour les chefs qui sont des citadins venant de la Mekke ou de Médine. L'ensemble, situé autour de la forteresse de Babylone, occupe, de manière extensive, environ 750 hectares. Dans un premier noyau urbain, 'Amr construit une modeste mosquée en brique, sa demeure privée avec un bain. Fustât devient le port fluvial qui reçoit les denrées depuis la Haute Égypte et de nombreux souks assurent sa prospérité. Un arsenal est construit pour développer la flotte des Arabes qui devront mener des combats navals contre les Byzantins.
Un pont de bateaux est jeté en direction de Gîza. L'un des objectifs de la conquête égyptienne étant de fournir en céréales l'Arabie, 'Amr fait recreuser le canal de Trajan  (98-117)  dont l'embouchure était au nord de sa fondation et qui mettait en relation le Nil et la mer Rouge. Un siècle plus tard sous le califat d'Al-Mansûr, le canal s'ensabla, et fut, pour la partie qui traversait le désert,  abandonné, mais en ville, il reste en eau, au moment de la crue et tout l'été, jusqu'au XIXe siècle. La rupture de la digue, au moment de la crue du Nil donnant lieu à des festivités qui perdurèrent pendant des siècles.
En 644 'Amr est démis par le nouveau calife 'Uthmân. Il laisse derrière lui une capitale organisée qui compte déjà une dizaine de milliers de combattants arabes dans un pays soumis mais encore peuplé de chrétiens (majoritairement monophysites), avec des communautés juives importantes.
Fustât, capitale de la province d'Égypte de l'empire islamique (gouvernée par le calife de Médine, jusqu'en 661, puis par le calife omeyyade de Damas de 661 à 750, enfin par le calife abbasside de Bagdad à partir de 750), est le siège du gouvernorat. L'administration s'y fait, dans la continuité de la chancellerie byzantine, en grec, ainsi qu'en copte lorsqu'il s'agit de s'adresser aux provinciaux autochtones, puis, progressivement, en grec et en arabe, puis en arabe à partir du calife Umayyade ‘Abd al-Malik. 
Durant son premier siècle, Fustât se transforme en véritable ville et profite du déclin d'Alexandrie. Tandis que la forteresse de Babylone est peuplée par les populations autochtones, chrétiennes et juives, Fustât reçoit l'apport de nombreuses populations arabes et de leurs clients ("Mawali", militaires, juristes, commerçants...) et égyptiennes (ruraux, serviteurs, artisans...) qui s'installent dans différentes parties de la ville.
Chrétiens et juifs autochtones ne sont pas convertis de force et peuvent exercer leur culte librement, et même, à cette époque, construire leurs églises et leurs synagogues (au nord de Fustât, l'église Saint-Menas est reconstruite. et une autre église, dédiée à Sainte-Marie, est construite à proximité de la mosquée de 'Amr). Il n'en reste pas moins que les conquérants exercent une domination sévère sur les populations locales qui sont soumises à la corvée (pour construire les bateaux dans le chantier naval de Fustat, par exemple) et ne sont pas libres de circuler.
Fustât devient une capitale politique et économique, mais aussi un centre intellectuel où de nombreux juristes, traduisent et produisent quantité de manuscrits, ouvrages originaux, copies de Coran...). La mosquée de 'Amr est au centre de cette émulation intellectuelle. Elle est régulièrement agrandie et sa surface décuple jusqu'en 711.
L'urbanisation, assez lâche lors de la fondation, se densifie et s'étend principalement vers l'est et le sud. La population de la ville dépasse les 100 000 habitants.
En 750, les Abbassides renversent la dynastie Umayyade et un nouveau gouverneur est nommé par le calife. Pour marquer l'avènement de ce nouveau califat, en 751, ce gouverneur, Abû 'Aûn, installe un Hôtel du gouvernera (Dâr al-imâra),  un camp militaire, al-'Askar (littéralement: "l'armée") au nord de Fustât. Autour de cette nouvelle fondation de nouvelles résidences sont construites et avec elles des marchés, des boutiques et, en 786, une mosquée. Al-'Askar remplace Fustât comme centre administratif et militaire de la province.
En 868 le gouverneur Ahmad ibn Tûlûn profite de la faiblesse des Abbassides pour faire sécession et former sa propre dynastie des Toulounides. Les Touloumides voulurent créer leur propre ville et choisirent, au nord est d'Al-'Askar, sur les pentes ouest de la colline du Muqattam, qui allait accueillir  la future citadelle ayyoubide, un espace d'un peu moins de 300 hectares pour implanter leur nouvelle fondation, al-Qatâ'i'. Celle-ci connut un développement similaire à celui d'Al-'Askar un siècle plus tôt autour du palais d'Ahmad ibn Tûlûn et de la mosquée Ibn Tûlûn dont la construction commencée en 876 fut achevée en 879. Ahmad ibn Tûlûn fit également construire un hôpital et un aqueduc. Al-Qatâ'i' est embellie par le fils d’Ahmad ibn Tûlûn, Khumarawayh, avant d'être détruite, hormis la mosquée, par les Abbassides en 905. 
Al-'Askar comme al-Qatâ'i' ne purent jamais se développer comme centres économiques autonomes de Fustât, ni devenir des extensions de celle-ci dont elles étaient séparées par un trop large espace non urbanisé. À la fin du Xe siècle, Fustât fait l'admiration des voyageurs arabes ; « Fustât l'Egyptienne est aujourd'hui ce qu'était Bagdad au temps jadis : je ne connais point en Islam de ville plus imposante. […]  Fustât est une métropole dans toute l'acceptation du terme… Elle est le siège du gouvernement. Elle est à l'intersection du Maghreb et du Mashreq… Fustât a éclipsé Bagdad; elle est la gloire de l'Islam et le centre commercial de l'Univers. Plus magnifique que Bagdad elle est… le lieu de transit de l'Orient. […] Fustât étonne par l'ampleur de son commerce… Il n'est pas de port fluvial plus fréquenté par les navires que le sien. »

### Deux villes: Qâhira et Fustât (969-1169)

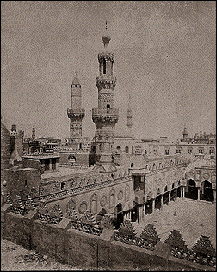
La mosquée al-Azhar.

Conquérant de l'Égypte à la tête des troupes fatimides, Jawhar al-Siqilli installe en 969 sa fondation sur 136 hectares, Qâhira, au nord des anciennes fondations. Le site offre l'avantage d'être à l'abri des crues du Nil et à l'écart de Fustât et de ses populations chrétiennes et sunnites. Jawhar fait construire un palais (le palais de l'Est) pour accueillir le calife et la Mosquée al-Azhar, centre de la propagande chiite sur l'Égypte. Les contingents de l'armée, d'origine tribale, furent installés par cantonnements, qui devinrent rapidement des quartiers, les haras-s. Le 10 juin 973, tout était prêt pour accueillir le calife Al-Muizz li-Dîn Allah qui y transféra sa capitale, depuis l'Ifriqiyya (l'actuelle Tunisie) où il résidait. Qâhira fut alors le siège du califat chiite, abritant la cour et les organes du gouvernement califal, mais aussi des mosquées comme la Mosquée Al-Azhar, des centres de recherche et d'enseignement comme la "maison de la sagesse", puis le mausolée d'al-Husayn, accueillant la relique de la tête du petit-fils du Prophète.
De son côté, Fustât demeurait le cœur économique et concentrait l'essentiel de la population autochtone sunnite, chrétienne et juive. C'est de la période fatimide que datent les documents de la fameuse Guenizah du Caire de Fustât, donnant un éclairage inouï sur la population juive de cette ville et sur les commerçants en relation avec eux de la Méditerranée à l'océan Indien.
Le calife Abu Mansur Nizar al-Aziz Billah, qui succède à al-Mu'izz fait construire à Qâhira pour sa fille aînée un second palais, en face du palais de l'est ou Grand Palais qui s'étend sur 9 hectares, le petit palais de l'Ouest qui s'étend sur 4,5 hectares. Les deux palais s'étendent de part et d'autre de la rue principale de Qâhira. Cette route préexistant à la fondation fatimide traverse la ville du sud au nord. En son milieu, elle forme une grande place appelée entre-les -deux-palais (Bain al-qasrayn). Le palais du vizirat (Dâr al-Wizâra), résidence des vizirs est construit à partir de 1094. Les palais de Qâhira, et particulièrement le Grand Palais occidental, font l'admiration des voyageurs arabes comme francs. Les palais ne forment pas une structure compacte, mais sont constitués de multiples pavillons, de places, de jardins. Le quartier des palais de Qâhira est le cadre des cérémonies et processions de cour. Son accès est strictement réglementé. Autour de celui-ci les zones d'implantations des contingents militaires (les haras-s) évoluent rapidement. De nouvelles populations occupent les espaces laissés libres entre les hara-s. Qâhira se transforme en véritable ville. Réservée au calife, à sa cour et à son armée, Qâhira reçoit dans la journée une population nombreuse pour servir aux palais ou les construire. Du fait de l'éloignement avec Fustât les activités commerciales et artisanales se développent à l'extérieur sud de Qâhira qui commence à s'entendre hors des limites fixées par Gawhar. Au Nord, al-'Azîz puis Al-Hakim bi-Amr Allah font construire, extra muros, la grande mosquée al-Hâkim, à l'ouest, des jardins et des pavillons forment une zone de promenade appréciée, au sud, des quartiers apparaissent sur la route menant à Fustât. Ces extensions, encore modestes, amènent le grand vizir Badr al-Gamâlî, à construire entre 1087 et 1092 une nouvelle enceinte (englobant la mosquée al-Hâkim, a nord, ainsi que des quartiers, jusque là extra muros, à l'est). Ce qui porte la superficie de Qâhira à 160 hectares. (images portes Bâh al-Futûh 1087 et Bâh al-Nasr)
De son côté, Fustât profite de la prospérité fatimide et du commerce international qui passe désormais par l'océan Indien et l'Égypte.  Elle devient un centre d'échanges économiques et connaît son âge d'or au début du XIe siècle. Elle concentre l'essentiel de la population autochtone. La place commerciale de Fustât rayonne sur toute la méditerranée et, via la mer Rouge, sur l'océan Indien. Le développement du commerce, tout comme la satisfaction des besoins luxueux des califes et de la cour, établis à Qâhira dopent les activités artisanales qui se diversifient et dont certaines prennent un caractère industriel (lin, papier, raffineries de sucre). Néanmoins, sous le calife Al-Mustansir Billah (r.: 1035-1094), une série de mauvaises récoltes génère un cylcle de famine et d'épidémies qui provoquera la ruine d'une partie de Fustat. Ses quartiers orientaux ne s'en relèveront jamais et les zones de peuplement entre Fustât et Qâhira furent abandonnées. À la fin du XIe siècle et eu début du XIIe, l'essor reprend et, au XIIe siècle, la ville occupe une superficie d'environ 300 hectares pour une population estimée entre 100 000 et 175 000 habitants, ce qui en fait l'une des villes les plus peuplées du bassin Méditerranéen. La ville est organisée autour de ses activités et en premier lieu autour du port fluvial. 
Il n'y a pas vraiment de ségrégation géographique des juifs et des chrétiens, tout au plus des quartiers à dominante chrétienne ou juive.
Le redressement mené par le vizir Badr al-Gamâlî à partir de 1073 concentre ses efforts sur la ville califienne de Qâhira au détriment de Fustât. En autorisant l'installation de nouvelles populations à Qâhira où se constituent des quartiers juifs et chrétiens, Badr la transforme en véritable ville. À la mort du calife al-‘Azîz billah, une querelle de succession est à l'origine de la création de la secte des Nizârites (« Assassins »). Pour lutter contre ces derniers, le vizir Al-Ma'mûn Al-Batâ'ihî du 10e calife Mansur al-Amir Bi-Ahkamillah met en place l'une des premières procédures étatiques d'identification, procédant en 1121, au Caire, à l’enregistrement systématique du « nom de tous les habitants, rue par rue et quartier par quartier » et interdit « à quiconque de déménager sans son autorisation expresse ». L’administration surveille aussi les surnoms, la situation et les moyens d’existence des habitants, et recueille les noms de tous les étrangers leur rendant visite. La Mosquée al-Aqmar est construite peu après (1125).
Sous le règne du dernier calife fatimide, al-Adîd (1160-1171), la menace des Francs  se fait sentir. Amaury Ier de Jérusalem arrive avec son armée en Égypte et marche sur Le Caire. Pour ne pas tout perdre, en 1168, les califes accueillent la population de Fustât à Qâhira où l'on se barricade, et incite Fustat.

### Le Caire ayyoubide
Amaury Ier de Jérusalem repartit finalement sans conquérir Le Caire, mais la menace croisée étant forte, le calife al-Adid appela un prince musulman sunnite de Syrie, Shrkûh b. Ayyûb, qui vient avec son neveu Saladin porter secours au calife fatimide. Shirkûh mourut et Saladin devient le vizir tout puissant du calife al-Adid. Dès ce moment, il fait la prière au nom du calife sunnite de Bagdad. Lorsque al-Adîd mourut, en 1171, Saladin, prit le titre de sultan et l'Égypte revint au sunnisme après deux siècles de gouvernement chiite (969-1171).
Saladin ne souhaite pas établir son gouvernement dans les palais fatimide de Qâhira et construit, en 1176, à l'exemple des villes syriennes, une citadelle sur un escarpement avancé du mont Muqattam, à mi-chemin de Qâhira et de Fustât, dominant ainsi les deux cités.
La citadelle devient le centre de la vie militaire, administrative et politique du Caire et de l'Égypte. De plus, il entreprend l'ambitieuse construction d'un mur d'enceinte, long de 20 km, qui englobe les deux villes de Qâhira et Fustât, prémices du Grand Caire. Le tracé de l'enceinte sud du Caire passe à travers des quartiers qui étaient tombés en ruine dans les années 1060, à l'est de Fustât : « Je ferai d'elles deux un tout unique par un mur, et elles n'auront besoin que d'une armée unique pour les défendre; et je crois bon de les entourer d'un seul mur, du rivage du Nil à l'autre rivage. » L'enceinte, dont la construction s'étend sur toute la période ayyoubide ne permet cependant pas de créer une agglomération unique et Qâhira et Fustât continuent de se développer séparément. Cet ensemble est cependant structuré par de nouvelles routes qui servent à acheminer les pierres nécessaires à la construction de la citadelle et de l'enceinte, qui proviennent essentiellement des pyramides de Gizeh.
Saladin et ses successeurs (jusqu'en 1218) n'habitèrent pas la citadelle achevée en 1184 mais l'hôtel du vizirat à Qâhira situé dans le Grand Palais. Les palais fatimides sont réaménagés pour servir de cantonnement aux troupes de Saladin ou accueillir les membres de la nouvelle dynastie. Une partie du Grand Palais accueille un hôpital (1182) et le palais de Saîd al-Suada est transformé en couvent pour les soufis. Saladin et ses successeurs font construire de nombreuses madrasas lieu d'enseignement de l'islam sunnite. Hormis, les ouvrages militaires, la madrasa de Salib Ayyuh construite par le sultan Salih Nagm al-din Ayyub en 1243 et son mausolée (1250) sont les seuls monuments ayyoubides qui soient parvenus jusqu'à nous. Embellie par ayyoubides, Qâhira se transforme de plus en plus en ville  commerçante et artisanale et accueille toujours plus de populations d'origines diverses qui se mélangent aux groupes dominants. Le quartier des palais n'est plus depuis longtemps réservé à la cour et abrite désormais des activités économiques. Commerce et artisanat se développent, et Qâhira commence à capter les activités du commerce international et bancaire de Fustât. Qâhira s'urbanise en direction de l'ouest, le long du canal sur lequel on jette des ponts, puis vers le Nil (quartier de Umm Dunayn) et en direction du sud, le long de la route qui mène à la citadelle finalement occupée à partir de 1218. La sacralité de la ville fatimide n'est plus, comme le notera l'historien Ahmad al-Maqrîzî, un peu plus d'un siècle plus tard : « Après la chute de la dynastie fatimide, lorsque les palais, vidés de leurs résidents, furent occupés par les émirs de la famille ayyoubide, et que ces derniers en changèrent la disposition, cet emplacement (le quartier des Palais) servit à un marché ordinaire… Les marchands vinrent s'y installer avec toutes sortes de victuailles, des viandes variées, des pâtisseries en pièces montées, des fruits et autres comestibles. »
Fustât, malgré les dégradations urbaines et la saleté qui choque les visiteurs, demeure un centre commercial et industriel (constructions navales, raffineries de sucre et savonneries) actif. Mais, elle perd progressivement les activités artisanales de luxe et surtout le grand commerce international qui se traite de plus en plus à Qâhira où s'est déplacée la communauté juive qui réside, en 1250, en majorité à Qâhira. De plus, le déplacement du cours du Nil vers l'ouest a pour effet d'ensabler le port. Des travaux sont menés à partir de 1231 pour garantir l'accès au port. Ces nouvelles terres offertes par le Nil permettent de moderniser les installations portuaires et le développement urbain en direction de l'ouest. Ces nouveaux quartiers auraient pu profiter de la construction d'une nouvelle citadelle par le sultan Sâlih sur l'île de Roda en 1240 si celle-ci n'avait pas été définitivement abandonnée dès 1251. Le déclin de Fustât que l'on nomme à partir de 1250, le vieux Caire (Misr al-Qadîma) est désormais inéluctable.

## Le Caire mamlouk (1250-1517)

### Expansions et embellissements (1250-1348)
Le premier siècle de la dynastie mamelouke constitue pour Le Caire un nouvel apogée, après celui des fatimides. Il est principalement l'œuvre du sultan Nasir Muhammed. Au cours de son long règne (1293-1340) il mène une politique d'urbanisation et de construction intensive. Stabilité politique et paix intérieure permettent à l’Égypte de connaître un fort accroissement démographique et économique particulièrement sensible au Caire.
Les mamelouks vont continuer et amplifier l'urbanisation du Caire commencée sous les ayyoubides. Le quartier des palais fatimides va s'en trouver bouleversée. Sur la place entre-les-deux-palais (Bayn al-Quasaryn) un immense hôpital est construit en 1284. Il pouvait traiter gratuitement jusqu'à 4 000 patients par jour. Une madrasa et un mausolée y sont intégrés. La beauté du mausolée parvenu jusqu'à nous nous permet d'imaginer la magnificence de l'hôpital. À cet ensemble s'ajoute en 1304 le mausolée et la mosquée Nasir. Puis en 1386, la mosquée du sultan Barqûq. Le réaménagement des palais fatimides s'amplifie. Ils sont détruits pour faire place à des madrasas, des mosquées, des commerces et des habitations pour accueillir la population mamelouke. La grande avenue qui traverse le Caire du nord au sud devient une artère commerciale très dense.

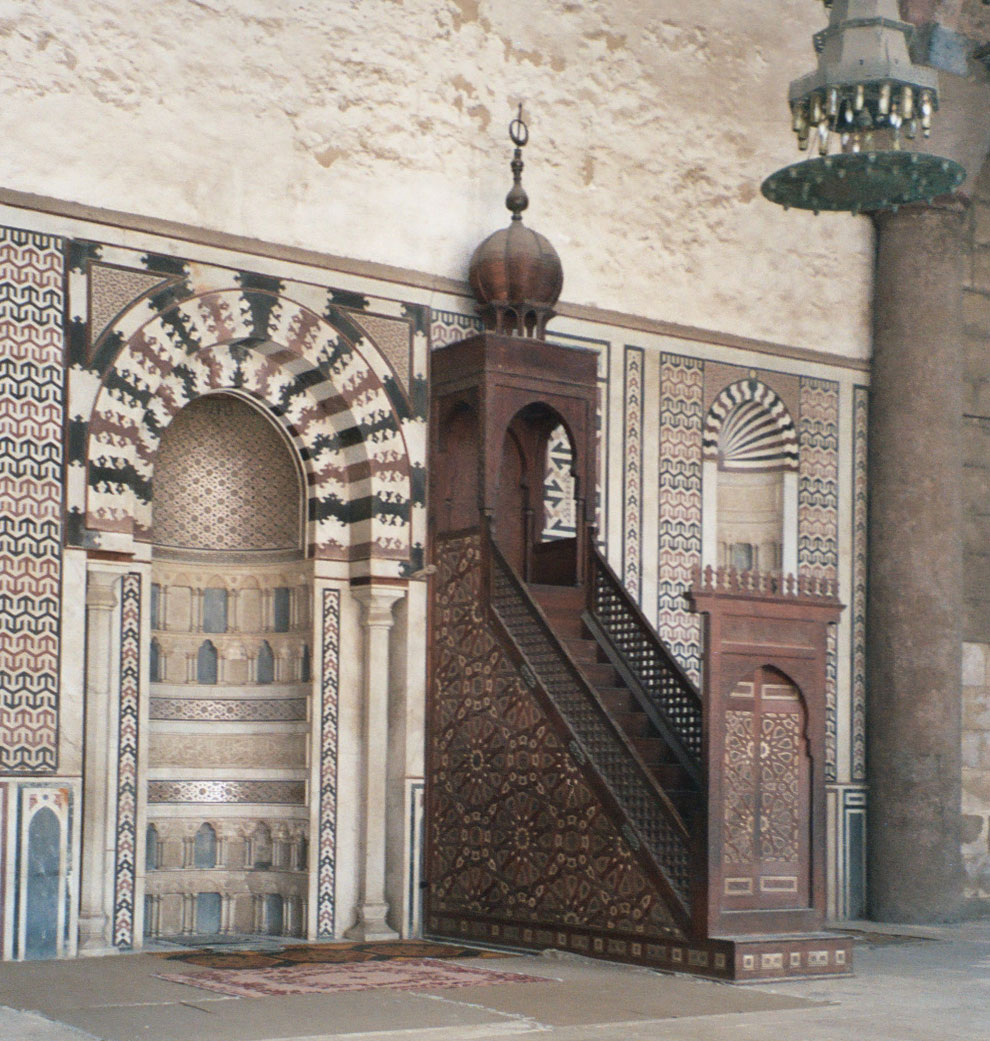
Mihrab et Minbar de la mosquée An-Nâsir Muhammad ben Qalâ'ûn (1318) dans la Citadelle du Caire

Pour accueillir des populations toujours plus nombreuses, Le Caire s'étend. Au-delà de l'enceinte de Saladin, au nord, autour de la mosquée Baybars construite en 1269 se développe le faubourg populaire de Hasayniyya. Au-delà, le long de la route de Syrie, des îlots d'urbanisation sont créés autour de fondations religieuses et des palais de villégiature construits par les mamelouks.
À l'ouest, un nouveau canal (Khalig al-Naziri) est creusé en 1325. Une zone de 600 hectares située entre les deux canaux s'offre à l'urbanisation. On y construit des maisons, des jardins et des promenades, mais l'urbanisation demeure limitée au nord (Maqs) et au sud (Nasiriyya) de cette zone, le long des routes menant au Nil. Au-delà du Khalig al-Naziri se développe des résidences estivales à Bulak sur les bords du Nil que l'on tente d'endiguer et dont le cours continue de se déplacer vers l'est. On construit également à Bulaq les premiers docks de 1260 à 1277, prémices du port qui se développera sous les mamelouks.
Au sud, la citadelle cœur du pouvoir mamelouk est réaménagée. On y construit de nouveaux bâtiments comme la mosquée an-Nasir Mohammed (1318-1335), le palais bigarré (Qasr al-Ablaq, 1313) et le Grand Iwân (1315) qui font l'admiration des voyageurs, ainsi que de nombreuses résidences pour accueillir les militaires, les courtisans et les serviteurs. La citadelle devient la vitrine grandiose et luxueuse de la dynastie mamelouke. Le développement de la citadelle favorise le dynamisme de l'urbanisation au pied de celle-ci. L'implantation en 1291 du marché Suwayqat al-Izzi, la mosquée Ibn Tûlûm réhabilitée de 1294 à 1296, la construction d'une magnifique madrasa ainsi qu'un mausolée donnent le signal du développement urbain d'un des quartiers aisés du Caire. Le sultan Nasir encourage ses émirs à y construire mosquées et résidences luxueuses qui attirent la population. De même, la route qui mène du Caire à la citadelle, prolongement de la Grande avenue, attire commerces et résidences et fait l'objet d'une urbanisation continue.
En 1348 avant la peste noire, grandiose et prospère, Le Caire compte environ 300 000 habitants, décrits ainsi par l'explorateur Ibn Battuta : 
« savants et ignorants, hommes diligents ou adonnés aux bagatelles, doux ou emportés, de basse extraction ou d'illustre naissance, nobles ou plébéiens, ignorés ou célèbres. Le nombre de ses habitants est si considérable que leur flots la font ressembler à une mer agitée, et peu s'en faut qu'elle ne soit trop étroite pour eux, malgré l'étendue de sa surface et de sa capacité. […] Le Caire n'est pas une grande ville, mais c'est le paradis ici bas… Ses enfants en sont les anges, et ses filles aux grands yeux, les hourris. »

### La crise (1348-1412)
L'arrivée de la peste noire en 1348 va porter un coup d'arrêt au dynamisme du Caire et plonger la ville dans une crise durable et profonde. La perte démographique est estimée entre un tiers et deux cinquièmes de la population. L'épidémie revient ensuite en suivant un cycle moyen de cinq ans jusqu'à la conquête ottomane, empêchant tout redressement démographique. De plus, l'Égypte connait une crue du Nil catastrophique (1354), des crises agricoles (1375, 1394, 1404), puis au XVe siècle instabilité politique, révoltes des esclaves, pillages et menaces extérieures. Le cours du Nil se déplace progressivement et s'éloigne ainsi de la ville de plus de 2 km en 150 ans, ce qui rend l'approvisionnement en eau coûteux car seule l'eau du fleuve est potable.
Pourtant, dans la seconde partie du XIVe siècle, les mamelouks parviennent à mobiliser des moyens considérables pour élever des monuments grandioses au sud du Caire : la mosquée du sultan Hassan (1356-1361), la mosquée du sultan Barquq (1384-1386), un caravansérail qui deviendra le Souk Khân al-Khalili (années 1380) et de nombreuses résidences émirales comme le palais Taz (1352). Le dynamisme des quartiers proches de la citadelle cache cependant un déclin quasi général des autres quartiers du Caire et en particulier des quartiers urbanisés sous Nasir, à l'ouest du canal et au nord. Au début du XVe siècle, sous le règne du sultan Farag (1399-1412), la crise est générale. Le déclin démographique et la ruine d'une partie des activités artisanales (textile qui subit la concurrence occidentale) et commerciales (chute du commerce avec la Syrie ruinée par l'invasion de Tamerlan, rééquilibrage du commerce méditerranéen au profit de la côte égyptienne et d'Alexandrie) ont pour effet une rétractation de la ville sur ses quartiers historiques avec l'abandon des zones situées au-delà du canal et au nord à Hasayniyya. Beaucoup de bâtiments ne sont plus entretenus. Au milieu du XVe siècle, alors que l'on note un début de redressement et d'après les descriptions de Ahmad al-Maqrîzî, la surface bâtie couvre environ 400 hectares pour une population estimée à 150 000 habitants. Fustat de son côté a une population estimée à 40 000 ou 50 000 habitants.

### Le redressement (1412-1517)
Après le règne catastrophique du sultan Farag, la ville va se redresser progressivement principalement sous l'influence de sultans bâtisseurs : Barsbay (1422-1438), Qaytbay (1468-1496) et Ghuri (1501-1516). De vastes travaux sont lancés : réhabilitation des principaux bâtiments publics et religieux négligés pendant la crise, amélioration de la voirie (nettoyage, élargissement des principales artères), blanchiment des façades, éclairage des rues. De nouveaux monuments sortent de terre. Parmi les plus importants on compte : la mosquée de Barsbay (1425), la wakala de Qaytbay (1480) et de Ghuri (1504), mosquée-madrassa de Ghuri (1503). Ce dernier fait détruire et reconstruire le Khân al-Khalili en 1511. Dans le dernier siècle mamelouk, les sultans engagèrent le centre du Caire, l'ancienne Qâhira, vers une spécialisation commerciale la dotant de tous les bâtiments nécessaires aux activités commerciales repoussant les résidences et les palais loin du centre principalement au sud.
Le sud du Caire, au pied de la citadelle bénéficie du développement le plus important. On construit mosquées et madrassas. Les émirs y installent leurs palais et résidences. En 1516, 60 % des résidences des émirs se situent dans cette zone. La citadelle est rénovée, et accueille de nouveaux palais, belvédères, pavillons et mausolées. Au pied de la citadelle, à l'hippodrome, Ghuri fait aménager un magnifique jardin alimenté en eau par un nouvel aqueduc. Le sultan y fait donner des fêtes somptueuses.
L'abandon du centre aux commerces profite également à l'ouest de Qahira. Entre les deux canaux, dans la zone qu'avait commencé à aménager le sultan Nasir Muhammed, les bords de l'étang Azbakiyya accueille les émirs. 16 % de leurs résidences y sont situées en 1516.  Le sud de cette zone reste encore peu urbanisé. Les jardins qui avaient été aménagés par Nasir sont rénovés et réaménagés et s'imposent comme un lieu de promenade privilégié pour la classe dominante.
Plus à l'ouest, Bulaq et son port connaissent un développement spectaculaire. La politique extérieure des mamelouks, de plus en plus orientée sur la Méditerranée nécessite de développer à Bulaq un chantier naval pour y construire une flotte militaire capable de faire face aux pirates francs et aux expéditions navales européennes. Parallèlement, Bulaq développe ses activités commerciales : matériaux pour les constructions navales, blés, épices, artisanat remplissent les docks construits pour l'occasion. Les débouchés commerciaux attirent à Bulaq les activités artisanales (sucreries, moulins à grain, tanneries) où viennent travailler un flux continu de populations pauvres. L'essor de la ville qui s'impose comme la porte maritime du Caire nécessite d'y construire mosquées, souks, bains publics.
Le développement de Bulaq finit de reléguer dans l'Histoire le vieux Caire qui compte en 1517 un peu moins de 15 000 habitants, modestes artisans dont une importante communauté chrétienne.
La population du Caire est estimée à environ 200 000 habitants en 1517. Ce rétablissement démographique s'explique en partie par l'arrivée de populations rurales que la crise de 1348-1412 a poussées à abandonner leurs terres et leurs villages.

## Le Caire sous domination ottomane (1517-1798)
L'arrivée des Ottomans le 23 janvier 1517 marque une rupture importante. Même si le Caire n'est plus la capitale d'un empire, elle n'en est pas moins la deuxième ville la plus importante de l'empire ottoman et la capitale de la province la plus riche de cet empire. L'Égypte est gouvernée par un pacha  installé à la citadelle et nommé par Istanbul. Autorité suprême, il s'appuie sur des juges (qadi) pour exercer la justice et la milice des janissaires pour assurer l'ordre. Cependant, l'autorité du pacha reste relative et symbolique, réduite à un rôle de représentation du sultan ottoman. En effet, les mamelouks et les milices exercent l'essentiel des pouvoirs et contrôlent les richesses. L'Égypte jouit d'une forte autonomie vis-à-vis d'Istanbul, qui va en s'accentuant durant la période ottomane. Les richesses de la province restent en Égypte, et le Caire où réside la classe dominante va en profiter.

### Expansion urbaine
Les trois siècles de domination ottomane vont confirmer les évolutions constatées depuis Nasir. Ainsi, la région de Qâhira déjà fortement spécialisée dans les activités commerciales à la fin de l'époque mamelouke, connaît peu de transformations, les espaces résidentiels continuant de refluer vers le sud et l'ouest.

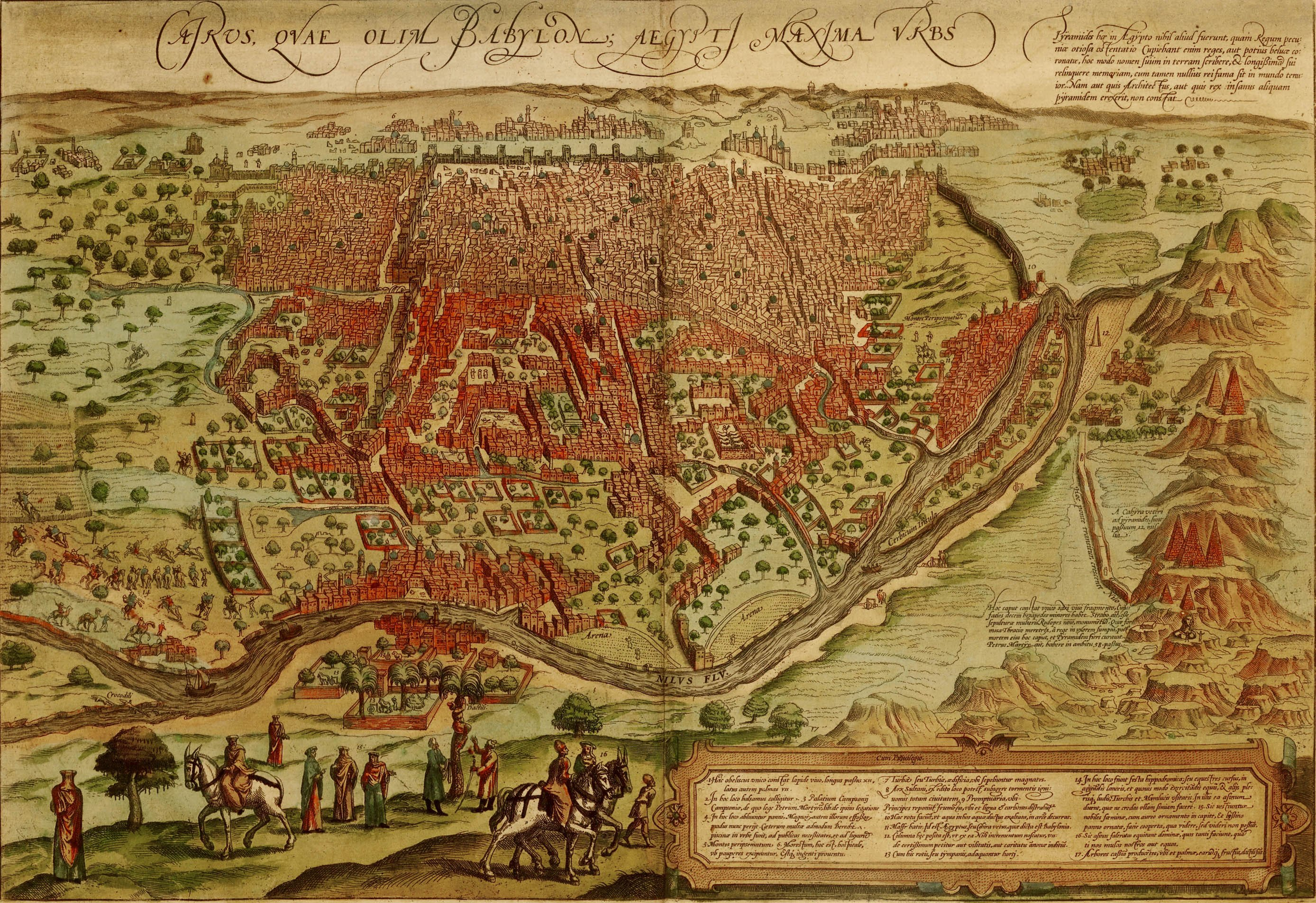
Carte de 1549 par Matteo Pagano. Cette carte est la plus ancienne qui nous soit parvenue de la ville du Caire. On remarque que le développement du Caire à l'ouest et au nord est déjà assez marqué. Cette expansion est exagérée : les nombreux jardins à l'ouest et au sud de Qâhira cachent mal un habitat encore assez lâche.

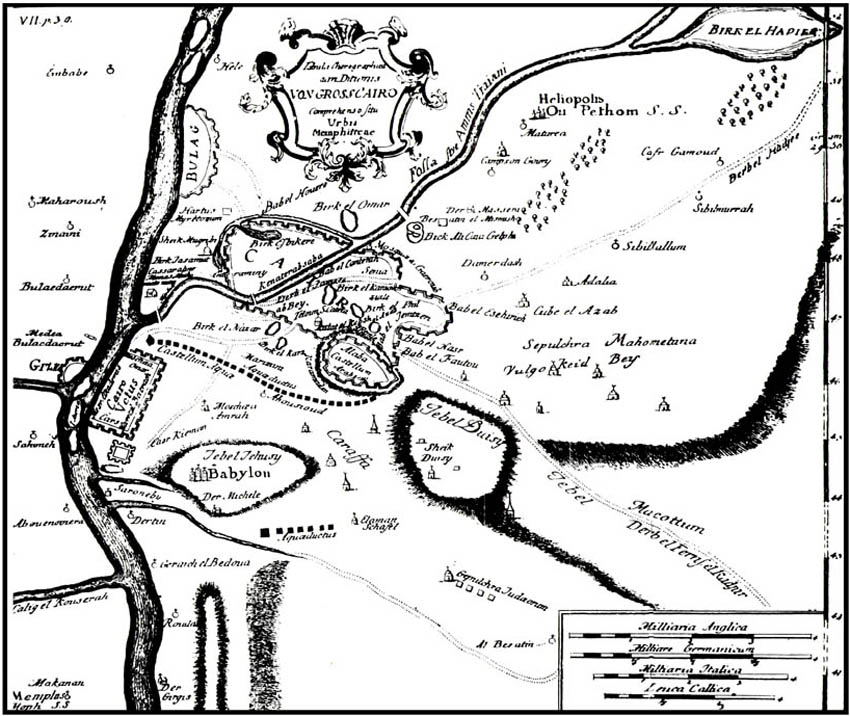
Carte de 1736 par Richard Pococke. Assez grossière, elle est cependant plus proche de la réalité que celle de Pagano un siècle auparavant concernant l'expansion urbaine.

Au sud, la région de Bab al-Kharq est l'objet d'une vaste opération architecturale. Iskandar Pacha y fait construire en 1556-1559 une grande mosquée, un couvent et une fontaine publique. Pour financer ces fondations religieuses et publique, il développe une zone commerciale et artisanale : immeuble de rapport, boutiques. Mais la présence de nombreuses tanneries freinent l'expansion urbaine dans cette zone. Elles seront finalement déplacées à l'extérieur du Caire vers Bâb al-Lûq en 1600 pour permettre la construction de la mosquée Malika Safiyya, de la mosquée Ali al-Amri (vers 1616), de la mosquée de Burdayani et de la mosquée de Yusuf Agha al-Hin (1625). Le déplacement des tanneries, les somptueuses mosquées, la fraicheur de l'étang Birkat al-Fil et des bords du canal attirent les somptueuses résidences de la classe dirigeante. Entre 1650 et 1755 on estime que 40 % des émirs y possède une résidence.
Plus au sud, les faubourgs le long des routes qui mènent à la citadelle affirment leur caractère urbain. On y implante ou rénove des mosquées et pour les financer les immeubles de rapport. L'implantation de nombreuses fontaines publiques dans cette zone atteste du caractère urbain continu entre Qâhira et la citadelle.
La zone située à l'ouest du kalig garde encore son habitat discontinu. L'urbanisation se concentre le long des routes menant à Bulaq ou au vieux Caire où se développent des faubourgs populaires ainsi que des quartiers accueillants les populations minoritaires (quatre des cinq quartiers coptes sont situées à l'ouest du kalig). Les zones de l'ouest sont encore dominées par les parcs, les étangs, les zones de promenades et les palais d'été. L'ouest accueille les activités de loisirs et de plaisirs (prostitution, maisons de hachich…). La seule zone d'urbanisation intense concerne les rives de l'étang de l'Azbakiyya occupées par les émirs et les bourgeois. L'Azbakiyya succède à Birkat al-Fil comme lieu de résidence à la mode. Au XVIIIe siècle on y construit quinze mosquées et douze fontaines. En 1798 la moitié des résidences d'émirs sont situées sur les bords de l'étang de l'Azbakiyya.

### Tableau du Caire à la fin duXVIIIesiècleà traversLa Description de l'Égypte
En 1798 et selon la Description de l'Égypte, la ville du Caire occupe 730 hectares pour une population de 263 000 habitants répartis ainsi : Husayniyya le faubourg nord compte 8 000 habitants, Qahira, 90 000, la zone sud, 100 000 et la zone ouest 65 000. La densité moyenne est d'environ 400 habitants par hectare. Elle approche même les 600 hab./ha à Qahira

## Le Caire contemporain (1798 à nos jours)
Avec la construction de l'ancien barrage d'Assouan la ville du Caire n'est plus sujette aux crues du Nil ce qui favorise la construction de quartiers plus luxueux.

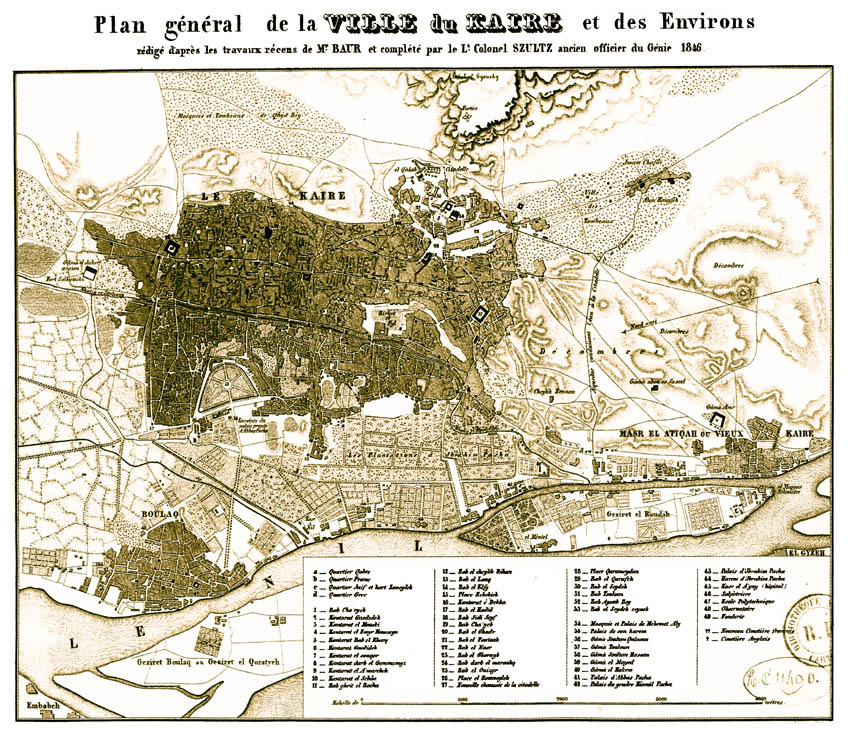
carte 1847
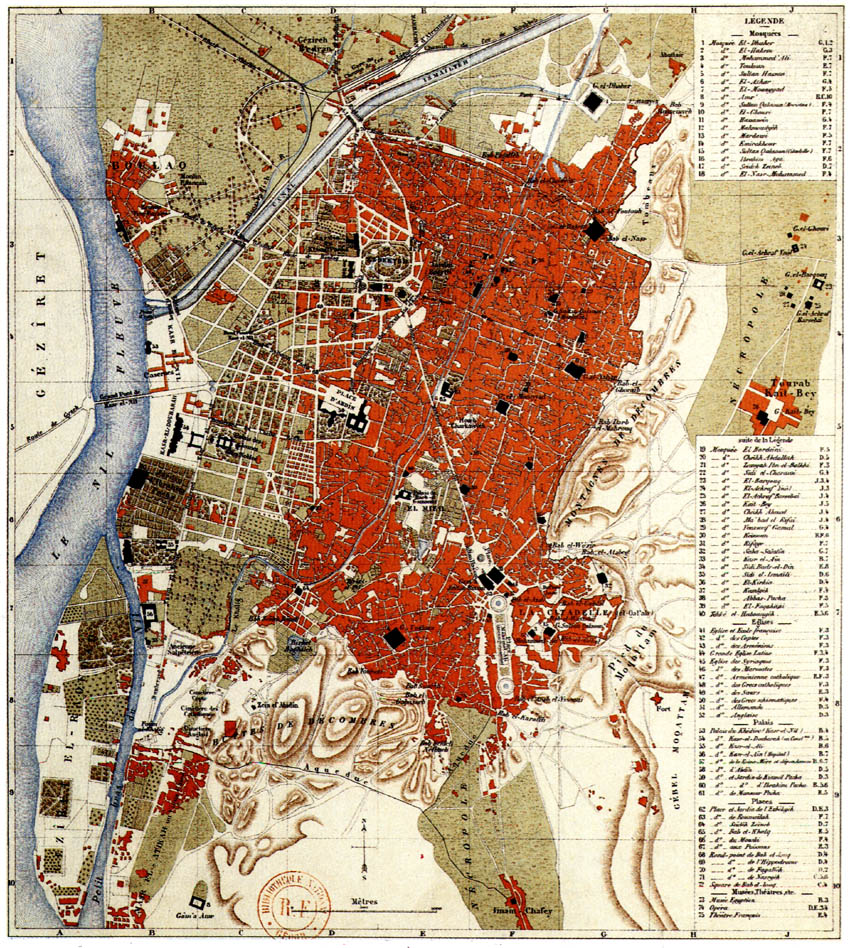
carte 1888
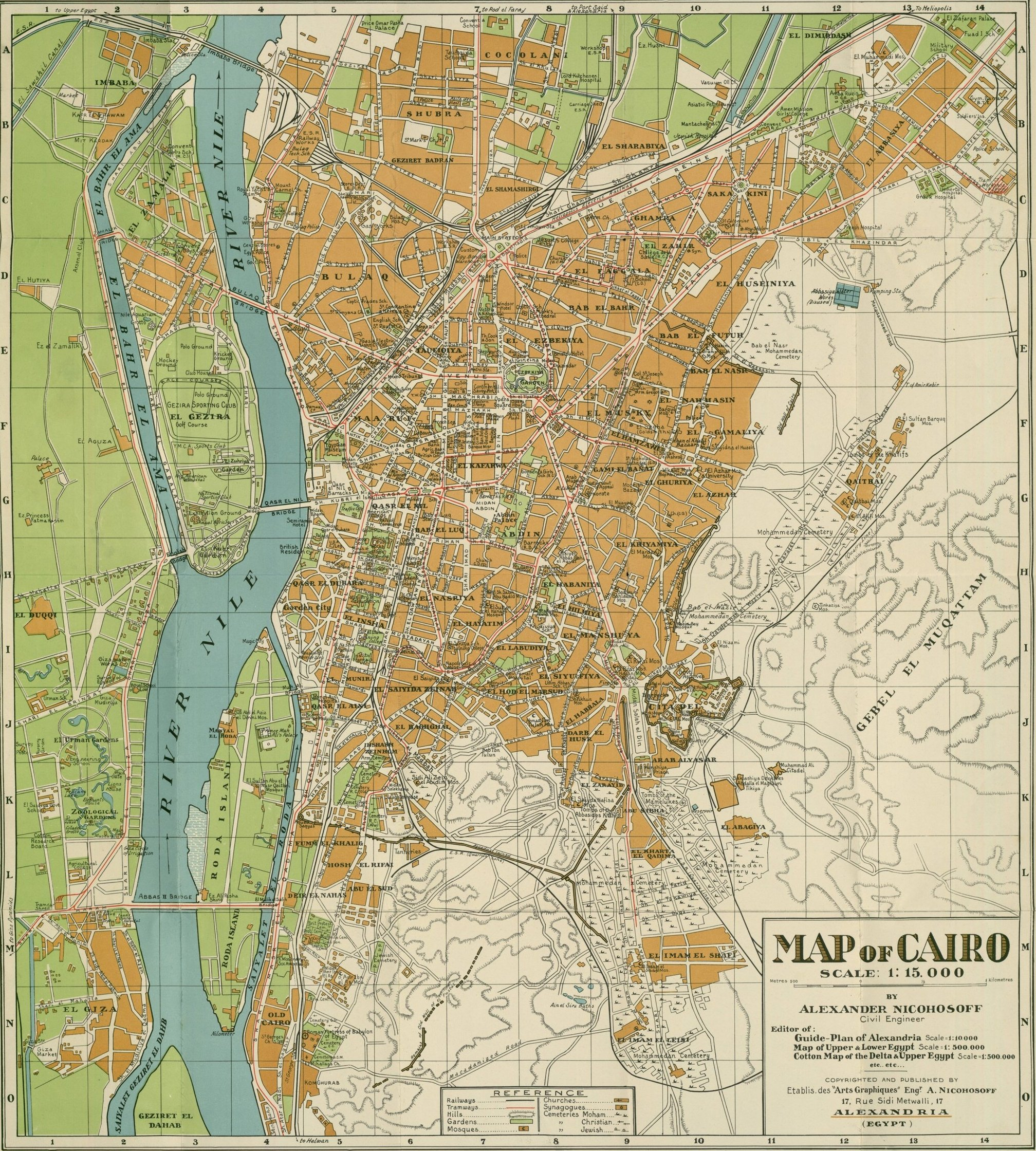
carte 1933

| Année | Habitants |
| ----- | --------- |
| 1897  | 570.062   |
| 1907  | 654.476   |
| 1917  | 790.939   |
| 1927  | 1.059.800 |
| 1917  | 790.939   |
| 1927  | 1.059.800 |
| 1937  | 1.312.096 |
| 1947  | 2.090.654 |
| 1960  | 3.349.000 |
| 1966  | 4.219.900 |
| 1976  | 5.084.463 |
| 1986  | 6.052.836 |
| 1996  | 6.789.479 |
| 2005  | 7.734.614 |

## Sources et Bibliographie
- André Raymond, Le Caire, Paris, Fayard, 1993.
- Wladylaw Kubiac, Al- Fustât, Le Caire, 1987.
- Aymân Fu'âd Sayyid, La capitale de l'Égypte à l'époque fatimide. Al-Qâhia et al-Fustât, thèse soutenue à l'Université de Paris I en 1986.
- Gaston Wiet, L'Égypte arabe, Tome IV de l'Histoire de la nation égyptienne, Paris, 1937.
- Gaston Wiet, La Grande peste noire en Syrie et en Égypte dans Études d'Orientalisme dédiées à la mémoire de Lévy-Provençal, Paris 1962.
- Jean-Claude Garcin, Le Caire et l'évolution urbaine des pays musulmans, Annales Islamologiques, no 25, 1991.
- Collectif, Palais et maisons du Caire, Tome I et II, Paris 1982-1983.
- Voyageurs arabes, Recueil de textes dans la collection Gallimard La Pléiade (1995).
- (en) Zahi A. Hawass et Lyla Pinch Brock, Egyptology at the Dawn of the Twenty-First Century : Archaeology, Le Caire, American University in Cairo, 2003, 2e éd., 451 p. (ISBN 977-424-674-8)